# جوان قلعة (ديزجرود الشرقي)
جوان قلعة (بالفارسية: جوان‌قلعه) هي قرية تقع في إيران في أذربيجان الشرقية. يقدر عدد سكانها بـ 622 نسمة .